# Blitzz de l'Utah
Maillots
Le Blitzz de l'Utah (en anglais : Utah Blitzz) est un ancien club américain de soccer, basé à Salt Lake City dans l'Utah, et fondé en 2000. Le club évolua durant toute son existence en troisième division nord-américaine. En cinq saisons, le Blitzz a remporté à quatre reprises la conférence Ouest, de 2001 à 2004, ainsi que les championnats nationaux en 2001 et 2004. Malgré tout son succès, la franchise se retire afin de donner un maximum de visibilité à la nouvelle formation de Major League Soccer en Utah, le Real Salt Lake.

## Histoire
Le Utah Blitzz Football Club est fondé en 2000, rejoignant la troisième division nord-américaine, la USL D3 Pro League. L'équipe joue alors ses rencontres au Rice-Eccles Stadium, sur le campus de l'université de l'Utah, tout en planifiant la construction d'un stade destiné à la pratique du soccer. Le club débute sa première saison avec Chris Agnello comme entraîneuf-chef et Stacy McNicol en tant directeur des opérations, les deux devenant par la suite copropriétaires. Peu avant le début de la saison 2004, une majorité des actions est vendue à la famille de Ken Garff.
Agnello mène le Blitzz au titre d'USL D3 Pro League dès sa seconde saison en poste, tout en terminant au premier rang de la conférence Ouest chaque saison entre 2001 et 2004, concluant l'histoire de la franchise sur un second titre en 2004.
Le 12 juillet 2004, la Major League Soccer, première division nord-américaine, annonce qu'une franchise d'expansion est accordée à Salt Lake City, avec une première saison prévue pour 2005. À la suite de la victoire en 2004, les propriétaires du Blitzz décident qu'il est préférable de se retirer afin d'offrir le plus de visibilité au Real Salt Lake, nouvelle franchise de MLS dans l'Utah, au lieu de lui faire de la concurrence. Pourtant, en raison de sa réussite, beaucoup de membres du personnel technique et de joueurs retrouvent une position au Real Salt Lake, notamment Agnello qui devient alors entraîneur-adjoint.

## Palmarès
| Compétitions nationales |
| - En USL D3 Pro League : - Champion de la Conférence Ouest en 2001, 2002, 2003 et 2004 - Champion des séries éliminatoires en 2001 et 2004 |

## Saisons
| Année | Ligue                 | Niveau | Saison régulière | Séries               | Affluence | US Open Cup    |
| ----- | --------------------- | ------ | ---------------- | -------------------- | --------- | -------------- |
| 2000  | USL D3 Pro League     | 3      | 2e, Ouest        | Finale de conférence | 2 997     | Non qualifié   |
| 2001  | USL D3 Pro League     | 3      | 1er, Ouest       | Champion             | 1 471     | Deuxième tour  |
| 2002  | USL D3 Pro League     | 3      | 1er, Ouest       | Demi-finale          | 2 235     | Deuxième tour  |
| 2003  | USL Pro Soccer League | 3      | 1er, Ouest       | Demi-finale          | 4 227     | Deuxième tour  |
| 2004  | USL Pro Soccer League | 3      | 1er, Ouest       | Champion             | 2 652     | Troisième tour |

## Entraîneur
Le Blitzz de l'Utah n'a connu qu'un seul entraîneur-chef au cours de ses quatre années d'existence avec le succès de Chris Agnello, en poste de 2000 à la disparition de la franchise en 2004.